# Robert Maier
Robert Maier (* 14. März 1931 in Frankfurt am Main; † 11. Oktober 1996 in Neu-Isenburg) war ein deutscher Richter und Politiker (CDU), der von 1990 bis 1996 Bürgermeister der Stadt Neu-Isenburg im südhessischen Landkreis Offenbach war.

## Leben und Wirken
Der Sohn von Robert Gustav Maier (1894–1977) und Margarete Maier, geb. Simons (1902–1993), besuchte in Neu-Isenburg die Grundschule Pestalozzischule (heute Brüder-Grimm-Schule), anschließend zunächst das Kaiser-Friedrich-Gymnasium in Frankfurt am Main und machte 1951 das Abitur am Goethe-Gymnasium in Neu-Isenburg. Er studierte Rechtswissenschaft an der Johann Wolfgang Goethe-Universität Frankfurt am Main und schloss dieses Studium 1957 mit dem Ersten Juristischen Staatsexamen ab. Nach mehreren Jahren als Gerichtsreferendar folgte 1961 die Große Juristische Staatsprüfung und 1964 die Ernennung zum Landgerichtsrat. Seit 1973 war er am Landgericht Frankfurt am Main zunächst als Richter, dann als Vorsitzender Richter tätig.
Neben seiner beruflichen Laufbahn engagierte sich Robert Maier in der Kommunalpolitik von Neu-Isenburg. 1972 trat er der CDU bei und wurde im gleichen Jahr in die Stadtverordnetenversammlung gewählt. Im Folgejahr übernahm er den Fraktionsvorsitz, 1977 wurde er Stadtverordnetenvorsteher. Das Amt übte er bis 1990 aus.
1990 wurde Robert Maier zum Bürgermeister von Neu-Isenburg gewählt, seine Amtszeit begann am 1. Juli 1990. Mit Ablauf der Altersgrenze schied er am 31. März 1996 aus und ging in den Ruhestand. Während seiner Amtszeit setzte er politische Akzente im sozialen Wohnungsbau, der Wirtschaftsförderung, dem Stadtmarketing, der Städtepartnerschaft mit dem thüringischen Weida und der Umgestaltung des Alten Stadthauses.
Robert Maier war 1985 Gründungsmitglied des Vereins für Geschichte, Heimatpflege und Kultur Neu-Isenburg e. V. (GHK) und von 1985 bis 1991 dessen Vorsitzender.
Ein halbes Jahr nach dem Ausscheiden aus dem Bürgermeisteramt verstarb Robert Maier nach kurzer Krankheit am 11. Oktober 1996. Der gläubige Katholik blieb unverheiratet. Er vermachte das Wohnhaus, das er von seinen Eltern geerbt hatte, der Stadt Neu-Isenburg. Das „Robert-Maier-Haus“ wird vom GHK und dem Franz-Völker-Kreis genutzt.

## Ehrungen
- Ehrenbrief des Landes Hessen
- Große Ehrenplakette der Stadt Neu-Isenburg
- 1996: Ehrenbürger von Neu-Isenburg
- 2018 Robert-Maier-Straße im Wohngebiet „Im Birkengewann“[2]